# Černá teologie
Černá teologie (Black theology) se zrodila v Jihoafrické republice (JAR) mezi křesťany v období apartheidu (oficiálně 1948–1994, fakticky již dříve), kdy byla jihoafrickým černochům masivně pošlapána lidská důstojnost. Jihoafrická černá teologie není nepodobná americké černé teologii nebo latinskoamerické teologii osvobození, je však svébytným hnutím reagujícím na problémy černochů v období nesvobody v JAR. Bývají rozlišovány čtyři fáze (nebo také vlny) jihoafrické černé teologie.

## Čtyři fáze černé teologie
První fázi popsal Steve Biko jako černé probuzení, v němž černý člověk znovu procitl k vědomí. Iniciativa černého procitnutí mu navracela ztracenou identitu. Černá teologie začala probuzením černého sebevědomí, aktualizovaným sebepřijetím a předefinováním vztahu k bělochům v kontextu křesťanského života.
Druhá fáze černé teologie byla zpracována v díle Allena Boesaka, který hájí postoj, že zatímco americká černá teologie byla vystavěna na explicitní opozici černochů a bělochů, jihoafrická černá teologie nebojuje primárně proti bílému člověku, ale pro návrat lidské důstojnosti a lidských práv pro každého člověka, nezávisle na barvě pleti, kultuře či náboženství. Rodí se sice jako boj proti zotročení černochů bělochy, ale jde dál a snaží se o znovuzískání identity černochů o nalezení teologie soužití všech ras.
Třetí fáze přišla jako „Projekt černé teologie“ popsaný v článku Mokgethiho Motlhabiho Black Theology and Authority. Americká černá teologie byla podle jihoafrického autora příliš úzká, příliš sebevědomě diktovala postoj všem černochům na celém světě, aniž by chápala jejich situaci ve zcela jiném kontextu. Jihoafrická černá teologie si nekladla za cíl jen osvobození černého člověka z diktatury apartheidu, ale v dalším kroku také předefinování společenských vztahů a vybudování nové JAR. Černá teologie poté rovněž promluvila do přetváření a vývoje africké teologie.
V současné době se podle afrikanisty a religionisty Ondřeje Havelky hovoří o čtvrté fázi černé teologie, která reaguje na překotné sociální, ekonomické i politické změny v JAR. Zastřešujícím hermeneutickým východiskem jihoafrické černé teologie je podle tamějších autorů kontextuální čtení Písma svatého. Jako centrální poselství pro černou teologii vnímají teologové starozákonní exodus, kdy Bůh nejenže Hebreje vysvobozuje z egyptského otroctví, ale navrací jim identitu a důstojnost a dává se poznat. Černá teologie v tom vidí obraz vysvobození černého člověka z otroctví apartheidu, návrat identity a důstojnosti a přiznání lásky k bližnímu všem, tedy i bělochům.